# Die große Versuchung – Lügen bis der Arzt kommt
Die große Versuchung – Lügen bis der Arzt kommt (The Grand Seduction) ist eine kanadische Filmkomödie aus dem Jahr 2013. Sie ist ein Remake der erfolgreichen, ebenfalls kanadischen Filmkomödie Die große Verführung (La grande séduction) aus dem Jahr 2003, die den gleichen Stoff behandelt und für die derselbe Drehbuchautor verantwortlich zeichnet. Sie startete in Deutschland am 10. Juli 2014.

## Handlung
Die Geschichte beginnt damit, dass Murray French als Junge über seinen Vater spricht. Er war einer der Fischer des kleinen Hafens Tickle Head in Neufundland. Nun, in der Gegenwart, ist der alte Murray einer der arbeitslosen Fischer des heruntergekommenen Ortes, die jeden Monat ihre Sozialhilfe beziehen.
Der Bürgermeister des Ortes sieht sich in der Lage, eine Firma für petrochemische Erzeugnisse im Ort anzusiedeln und somit lang ersehnte Arbeitsplätze zu schaffen. Jedoch stellt die Firma bestimmte Anforderungen. Eine ist, dass im Ort ärztliche Versorgung gewährleistet sein muss. Da dies aber seit acht Jahren erfolglos schon versucht wurde, scheint diese Hürde unüberwindbar. Resignierend verlassen immer mehr Menschen den kleinen Ort, darunter auch der Bürgermeister selbst. Murray übernimmt seine Aufgaben.
Der Zufall will es, dass der ehemalige Bürgermeister an seiner neuen Arbeitsstelle am Flughafenzoll einen jungen Arzt erwischt, wie dieser Kokain schmuggeln will. Aus Angst vor einer Gefängnisstrafe will er den Beamten „mit irgendwas“ bestechen, und der lässt sich allzu gerne darauf ein. Und schon darf er einen Monat „zwangsverpflichtet“ Dienst in Tickle Head verrichten. In diesem einen Monat müssen die Bewohner versuchen ihn von den Vorzügen einer dauerhaften Bleibe zu überzeugen. Hierzu werden alle Hebel in Bewegung gesetzt: Der Ort wird einer gründlichen Reinigung unterzogen, dem kricketbegeisterten Arzt wird vorgegaukelt, dass Kricket der Lieblingssport der Dorfbewohner sei und selbst die junge hübsche Postmeisterin soll als Anziehung einbezogen werden, was sie aber ablehnt. Auch ist der junge Arzt bereits verlobt. Eine Verbindung, die aber im Laufe des Films und vielen Telefonaten zerbröckelt, wie die Dorfgemeinschaft erfährt. Denn das Telefon wird angezapft und jedes Gespräch mitgeschnitten, um über die Gedanken des Arztes stets im Bilde zu sein.  So erfährt man z. B. auch sein Leibgericht, das ihm dann prompt serviert wird. Auch über seinen verstorbenen Vater, der ihm sehr fehlt, wissen die Bewohner bestens Bescheid und Murray mimt nun mit Angelausflügen und vielen aufmerksamen Worten eine väterliche Zuwendung. Dazu erfindet er sogar einen verstorbenen Sohn.
Nun, da die erste Bedingung der Investoren nahezu erfüllt scheint, tauchen neue Hürden auf. So benötigt die Firmenleitung für ein Engagement 150 Arbeitskräfte. Der Ort hat aber nur 120 Einwohner. Also erschafft man während eines Besuches der Investoren durch eine Illusion eine Einwohnerzahl von über 160 Personen: Indem die 84 Besucher des Pubs (verborgen gezählt von einem der Manager), nachdem die Investoren diesen zuerst verlassen haben, die Kneipe ebenfalls rasch verlassen, durch den Ort laufen und in der Kirche Platz nehmen, wohin die Fabrikanten von Murray auf einem anderen Weg geführt werden. Eine weitere Hürde, die nun auftaucht, ist ein hohes Schmiergeld, das der Investor verlangt. Nachdem man dieses unter halblegalen Umständen beschafft hat – der einzige Bankangestellte des Ortes gewährte, um den Preis seines Arbeitsplatzes, eigenmächtig einen Kredit, den das Mutterhaus zuvor streng abgelehnt hatte –, erscheint es nun so, dass der Arzt nicht mehr bleiben möchte. Auch hier versucht man durch „Eifersuchtsspiele“ (ein Tourist wird als konkurrierender Arzt ausgegeben) seine Bereitschaft zu fördern, doch zu bleiben.
Am Schluss kommt alles zu einem guten Ende. Der junge Arzt bleibt, obwohl er von der verlogenen Maskerade erfuhr, und die Fabrik gibt allen Arbeit. Ein tiefer letzter Blick der jungen Postbeamtin zum Arzt lässt Raum für Interpretationen.

## Rezeption
Der Film hatte seine Premiere beim Toronto International Film Festival 2013.
Der Film erhielt eine 60-prozentige positive Wertung bei den Rotten Tomatoes, während eine Publikumsbefragung dort sogar 72 Prozent Zustimmung zeitigte.
Das Portal kino.de berichtet: Don McKellars „Die große Versuchung“ ist so liebenswert gutgläubig wie seine Hauptfigur, ist ein Sozialmärchen, das von einer amüsanten Prämisse, kauzigen, aber nie überzeichneten Figuren, lakonischem Witz und gelungenem Timing lebt.
Die Zeitschrift epd Film schreibt hingegen: Viel schwerer wiegt allerdings, dass der Film überdeutlich sein Kalkül vor sich her trägt. So knorrig seine Protagonisten sind, so glatt ist die Inszenierung.